# Neochalcosia witti
Neochalcosia witti is een vlinder uit de familie van de bloeddrupjes (Zygaenidae). De wetenschappelijke naam van de soort is voor het eerst geldig gepubliceerd in 2010 door Buchsbaum, Chen & Speidel.
De vlinder heeft een voorvleugellengte van 26 tot 30 millimeter. De vleugels zijn bruin met een witte band en bij de achtervleugel een witte vleugelbasis, die niet overloopt in de witte band. Het lijf is nog iets donkerder bruin, de kop is deels oranje.
De soort is waargenomen in China (Sichuan en Shaanxi).